# Asterinides pompom
Asterinides pompom is een zeester uit de familie Asterinidae.
De wetenschappelijke naam van de soort werd in 1983 gepubliceerd door Ailsa McGown Clark.